# 정묘호란
정묘호란(丁卯胡亂)은 1627년(인조 5년)에 후금이 침입해 일어난 전쟁이다. 인조 즉위 후 집권한 서인의 친명(親明) 정책과 누르하치의 조선에 대한 주전(主戰) 정책의 충돌에 기인한 싸움이며, 이로 말미암아 후금은 명나라와는 불가능하였던 교역의 타개책을 조선에서 얻게 되었다.

## 배경
선조(宣祖)의 뒤를 이은 광해군(光海君)은 내정과 외교에 그의 비범한 정치적 역량을 발휘하여 임진왜란 뒤의 사고 정비, 서적 간행, 호패의 실시 등으로 눈부신 치적을 올렸다. 밖으로는 1616년 여진족 누르하치가 세운 후금이 만주에서 일어나는 새로운 국제 정세에 대처하여 현란한 외교 정책을 써서 국제적인 전란에 빠져 들어가는 것을 피하려 노력하였다.
1619년 명나라가 후금을 치기 위하여 만주로 출병하였을 때는 그 요청에 못 이겨 강홍립(姜弘立)으로 하여금 1만여의 군대를 거느리고 원조케 하였으나, 광해군은 강홍립에게 형세를 보아 향배를 정하라는 밀지를 주었다. 사르후 전투(1619)에서 명은 대패하였고, 이어 아부달리 전투(1619)에서도 연패한 명군이 불리한 상황에서 부차 전투(1619)에서 포위 공격을 당해 고립된 강홍립은 후금에 항복하였고, 이 때문에 후금의 조선에 대한 보복적 행동을 하지 않았으며, 양국 간에 별 사단이 일어나지 않았다.
본래 홍타이지(청 태종)는 즉위 전부터 조선에 대한 화평 방침에 반대하여 주전론을 주장하여 왔는데, 이는 청나라의 남진 정책에 대한 배후의 우려를 제거하기 위함에서였다. 하지만 광해군이 재위하고 있는 동안은 조선에는 전의가 없었으므로 문제가 되지 않았다. 그러나 1622년 명나라 장수 모문룡이 광해군의 권유로 평안북도 철산의 가도에 주둔하여 요동의 회복을 획책하며 후금을 자극하였다.
한편 광해군은 국경의 경비에 유의하여 군비를 게을리하지 않아 성지(城池)와 병기를 수리하고 군사 훈련을 실시하는 등 국방에 힘썼다. 그러나 광해군은 임해군, 영창대군, 능창군 등 많은 왕족들을 숙청하였고, 인목대비를 폐하는 등 당시 사회에서는 치명적인 도덕적 결함을 지니고 있었으며, 이에 따라 1623년 인조반정을 일으킨 서인에 의하여 물러나게 되고 인조가 즉위하게 되자, 인조를 옹립한 서인은 국제 문제에서 광해군의 관망적 태도를 버리고 향명배금(向明排金)의 정책을 뚜렷이 내세웠다. 조선의 이러한 정책의 변화에 대하여 후금에서 신경을 날카롭게 한 것은 당연하다.
이러한 때에 1624년 인조반정의 논공행상에 불만을 품은 이괄의 난이 일어났다. 결국 진압은 되었지만, 이괄과 함께 난을 일으킨 한명련(韓明璉)의 아들, 한윤(韓潤)이 후금으로 도망가 정묘호란의 명분이 되기도 했다.
이에 후금은 명나라를 치기 위해서는 우선 모문룡을 원조해 주며 후금의 배후를 위협하고 있는 조선을 쳐서 모문룡을 고립시킬 필요를 느끼게 되었다. 또한 1626년 제1차 영원성 전투에서 청나라가 패배를 하고 누르하치가 사망을 하자, 후방 안정의 필요성을 강하게 인식하게 된다.

## 과정
반란에 실패한 이괄의 잔당 중 한명련의 아들, 한윤과 한택은 후금으로 도망하여, 거기서 광해군의 폐위와 인조 즉위의 부당성을 호소하고, 또 조선의 병력이 약하며 모문룡의 군사가 오합(烏合)임을 말하여 속히 조선을 칠 것을 종용하였다. 명나라와의 교전으로 인한 경제단교로 심한 물자 부족에 처하여 있던 후금 태종(太宗) 홍타이지(皇太極)에게, 이괄 잔당의 이러한 종용은 더욱 조선 침입의 결의를 촉진시켰다.
1627년(인조 5년) 1월 13일(양력 2월 28일), 홍타이지는 광해군을 위하여 보복한다는 구실을 내세우고, 버일러(beile, 貝勒 : 만주·몽골의 부족장) 아민(Amin, 阿敏)에게 군사 3만 명을 주어 조선을 침입하게 했다.
후금군의 일부는 가도의 모문룡을 치고, 주력 부대 3만 명은 1월 14일(양력 3월 1일) 의주를 점령하고, 1월 15일(양력 3월 2일)엔 정주성을 함락시켰고, 1월 21일(양력 3월 8일) 안주성에서 남이흥, 전상의, 양진국, 장돈, 김언수, 함응수, 김준, 김양언, 송덕영을 죽인 이후 함락시켰고, 1월 23일(양력 3월 10일) 평양성에 도착했다. 이에 소현세자는 전주로 피난가고, 인조와 조선 조정은 강화도로 피난하였다.
조선 곳곳에서 의병이 일어나 평안북도 철산의 정봉수와 용천의 이립의 의병이 전투에서 승리하자, 명나라와 전쟁 중이였던 후금은 조선이 자신들의 배후를 공격할 것을 염려하여 강화를 제의하였다. 1627년 3월 3일(양력 4월 18일) 조선과 후금 사이에 강화가 성립되었다. 이때 조선은 후금과 형제관계를 맺었다.

## 조선왕조실록의 기록
아래는 조선왕조실록 인조실록의 기록이다. 날짜는 음력이다.
- 음력 1월 17일 : 1월 13일에 금군이 의주를 포위하고 접전하였고, 정주 목사(定州牧使) 김진(金搢)이 "14일에 금나라 군대가 와서 능한(凌漢)을 포위하였다가 싸우지 않고 퇴각하여 곧바로 읍내(邑內)에다가 대진(大陣)을 쳤습니다. 이미 선천(宣川)·정주(定州)의 중간에 육박하였으니 장차 얼마 후에 안주(安州)에 도착할 것입니다."고 보고하였다.[3] 의주가 함락되었고 청군 진영에 한윤과 강홍립(姜弘立)과 이영방(李英芳)이 있다는 언급이 있다. 평양에 아병(牙兵) 2천 8백 명과 삼수병(三手兵)·정초병(精抄兵) 3천여 명이 있어 이들로 군대를 나누어 성첩(城堞)을 수비하도록 하였다.[4] 장만이 어영군 가운데서 정포(精砲) 1백 명을 선발하고 개성부(開城府)와 장단(長湍)의 군병을 조발하고 파주산성에 들어가 수비할 것을 건의했다.[5] 수원 방어사 이시백(李時白)이 휘하의 군마를 이끌고 들어와서 도성의 방위를 청했다.[6] 신경진이 임진강을, 이시백이 수도를 지키게 하였다.[7]
- 음력 1월 18일 : 내전의 강화도 대피와 임진강 및 남한산성의 수비에 대해 논의했다.[8]
- 음력 1월 20일 : 능한산성(凌漢山城) 대장 김진(金搢), 선천 부사(宣川府使) 기협(奇恊), 곽산 군수(郭山郡守) 박유건(朴惟健) 등이 금나라 군대의 동태를 보고하였다.[9] 보덕 윤지경(尹知敬)이 임진강을 죽을 각오로 지키겠다고 하고 피난하지 말고 사력을 다해 도성을 지켜야 한다고 청했다.[10] 청군 70여 기가 가산(嘉山)으로 출발하였다는 보고가 있다.[11] 정주 목사(定州牧使) 김진(金搢) 등이 금군이 선천군의 뒷고개에 주둔하여 다섯 갈래의 병마로써 세 겹으로 포위하여 지키고 일곱 갈래의 병마로써 각각 일곱 면(面)을 노략하였는데 아직 인명을 살해하지는 않았으며, 한윤(韓潤)의 형제도 강홍립(姜弘立)을 따라 건너 와서 의주(義州)에 주둔하고 있다고 보고했다.[12]
- 음력 1월 21일 : 능한산성이 함락되어 분조할 준비를 했다.[13]
- 음력 1월 22일 : 윤훤이 정주 목사 김진, 곽산 군수 박유건은 포로가 되었고 선천 부사 기협은 굴복하지 않고 죽었으며, 세 고을의 군병들은 다 살해당하고 도망하여 목숨을 건진 자는 단 수십여 명뿐이며, 의주(義州)·용골(龍骨) 두 성은 다 함락당하였고 정주(定州)에 주둔하고 있는 적은 현재 진격하거나 퇴각할 의사가 없으며 우리 백성들 중 붙잡혀간 자들은 모두 머리를 깎였다고 보고하였다.[14]

대사헌 박동선(朴東善), 대사간 이목(李楘)...(중략)...등이 아뢰기를,
"신 등이 어제 평안 감사 윤훤의 군관을 만나서 들으니 '윤훤은 오히려 사수할 계획이 있는데 서윤(庶尹)의 가속(家屬)들이 성 밖으로 나가 피하였으므로 그 모시는 아전을 처벌한 다음 도로 성중으로 들어오게 하니 이로 인해서 인심이 크게 안정되고 온 경내가 안도하였다. 그런데 기전(畿甸)에 이르러서 비로소 사민이 놀라 혼란하고 파발마가 도망하여 흩어진 것을 보고도 장계를 전하지 않았다.' 하였습니다. 신 등은 이 말을 듣고 기가 막혔습니다. 저 평양성은 병력이 1만 명도 채 안 되고 대적이 아주 가까이 있는데도 주장이 동요하지 않자 백성들이 감히 흩어져 도망하지 못하였습니다. 더구나 전하께서 마음을 굳게 정하시어 도성을 떠나야 한다는 사설(邪說)에 현혹되지 않으셨다면 도성에 사는 백성들의 토붕 와해(土崩瓦解)됨이 어찌 이와 같음에 이르렀겠습니까.
전하께서 신임하고 총애하는 신하로는 김류·이귀·이서·신경진·심기원·김자점 등만한 이가 없습니다. 그런데 혹은 해도(海島)로 들어가고, 혹은 산성(山城)으로 올라갔으며, 혹은 호위한다고 칭하고, 혹은 검찰에 제수되는 등 다 편안하고 안전한 자리를 차지하였습니다. 그리고 오직 장만 한 사람만을 맨 손으로 적진으로 향하도록 하였으니 장만의 입장에서 보면 원망이 없을 수 있겠습니까. 그래서 조정을 하직한 지 7일 만에 비로소 개성에 도착하여 잠시 머물러 있으면서 관망(觀望)하는 태도를 역력히 보인 것입니다. 신 등이 생각하기에는 장만이 항복하지 않는다면 도주를 할 것으로 여겨집니다.
삼가 바라건대 전하께서는 혁연히 분발하시어 국문(國門)에 나아가 직접 정벌에 나서겠다는 뜻으로써 군민(軍民)을 효유하시고, 맨 먼저 도성을 떠나자고 제창한 자를 조속히 목베어 군문에 효시(梟市)하신 뒤, 먼저 이서·신경진 등을 파견하여 기병(畿兵)과 호위하는 제군을 나누어 인솔하여 변성을 지원하거나 임진강을 수비하도록 하소서. 그리고 전하께서는 근왕병들을 불러모아 친히 이끌고 이어서 나가신다면 삼군의 사졸들은 싸우지 않고도 사기가 배나 치솟을 것입니다."

하니, 답하기를, "논한 바가 태반은 현실성이 없다." 하였다.— 인조실록 15권, 인조 5년 1월 23일 신묘 1번째기사

- 음력 1월 24일 : 윤훤이 금군이 이미 숙천(肅川)에 이르렀는데 본성의 군병들은 모두 놀라서 도망가 버리고 텅 빈 성에 홀로 앉아 있자니 이렇다 할 계책이 떠오르지 않아서 군관(軍官) 40여 명을 이끌고 중화(中和)로 퇴각하여 머물고 있다고 보고하였다.[15] 평양이 함락되었다는 보고가 들어왔다.[16]
- 음력 1월 25일 : 장만 등이 황주가 무너졌고 병사 정호서(丁好恕)는 많은 군병을 인솔하고 산산(蒜山)에 나와 주둔하고 있는데 적진의 유기(遊騎; 유격하는 기병)가 이미 산산까지 들어 왔다고 보고했다.[17] 양사가 합사(闔司)하여 평안 감사 윤훤을 효시(梟市; 죄인의 머리를 베어 저잣거리에 매달아 놓음)할 것을 요구하였다.[18] 김류가 경기의 수변과 해서 연해의 각 고을 창고에 있는 곡물을 모두 강도에 수송해 보내도록 하고 경기도 양천(陽川)·김포(金浦)·통진(通津)·풍덕(豐德)·인천(仁川)·부평(富平) 등 여러 고을의 속오군을 강화도 방어에 쓸 것을 장계하였다.[19]
- 음력 1월 26일 : 인조가 융복(戎服; 군복)으로 갈아입은 다음 말을 타고 노량에 행차하였다. 선박이 모자라 건너가기가 어렵자, 인조가 말에서 내려와 모래 위에 앉았다. 융복으로 갈아입은 다음 말을 타고 노량에 행차하였다. 선박이 모자라 건너가기가 어렵자, 상이 드디어 말에서 내려와 모래 위에 앉았다.[20] 장만(張晩)이 금군 본대는 그대로 평양에 머물고 있고 선봉대만 벌써 황주(黃州)에 도착하였고 신경원(申景瑗)의 군대는 밤에 놀라서 무너져 흩어졌다고 보고하였다.[21]
- 음력 1월 27일 : 인조가 양천(陽川)에서 출발하여 김포(金浦)를 경유하면서 육경원을 참배하고 저녁에 통진에 도착했다.
- 음력 1월 28일 : 경성의 한강에 있는 배들을 불태우게 하였다.[22]
- 음력 1월 29일 : 청 사신을 만났다.[23]
- 음력 2월 2일 : 청 사신이 서신을 보내 화친하자고 하였다.[24]
- 음력 2월 3일 : 장만과 김기종 등이, 강홍립이 스스로 오도 원수(五道元帥)라고 청하면서, 박난영을 소모장(召募將)으로 삼아 흩어진 백성들을 초유(招諭; 불러서 타이름)하여 경작하도록 권장하고 또 유격병으로 상원(祥原) 등지를 노략질한다고 보고하였다.[25]
- 음력 2월 6일 : 청 측이 화친하려거든 빨리 사신을 보내라고 요구했다.[26] 체찰부사 김류가 한강 지역의 방어를 청하였다.[27]
- 음력 2월 7일 : 청 측이 "우리가 군사를 출동시킨 것은 원래 이 명나라 때문이며, 일이 완결되면 바로 떠나가겠지만 일이 완결되지 않으면 우리는 왕경(王京)으로 가 주둔하여 1년 동안 농사하면서 돌아가지 아니할 것"이라며 화친하기 어렵다는 서신을 보냈다.[28]
- 음력 2월 8일 : 임진강의 방어와 화친에 대해 논의했다.[29]
- 음력 2월 10일 : 양사가 강홍립을 참수할 것을 청하다.[30]
- 음력 2월 11일 : 중국 사신 유해(劉海)가 화친할 것을 요청하다.[31]
- 음력 2월 14일 : 청 진영 중 한 사람이 반드시 명나라와 단절할 필요는 없다고 하였다.[32]
- 음력 2월 17일 : 평안도 자산군(慈山郡) 진사(進士) 임표변(林豹變)이 의병을 모집하였다.[33]
- 음력 2월 23일 : 평산(平山)의 청군이 일부는 서봉(西峯)으로, 일부는 독부(禿阜)로, 일부는 우암(牛巖)으로 출발하였다.[34]
- 음력 2월 26일 : 청군이 물러간 후 의주 부윤을 부임시켰다.[35] 청군의 일부가 배천(白川)·강음(江陰) 두 고을을 약탈하였다.[36]
- 음력 2월 28일 : 비국(備局; 비변사)이 청군이 아직도 평산과 봉산 사이에 주둔하고 있는데 유격 기병(遊擊騎兵)이 사방으로 나와 약탈하였고 그중 10여 기(騎)가 또 개성부에 이르러 여염의 사람과 말을 약탈하였다는 보고하고 이들을 섬멸할 것을 청하였다.[37]
- 음력 3월 3일 : 청 사신과 맹약을 맺고 흰 말과 검은 소를 잡아서 그 피와 뼈를 마시는 의식을 치르다.[38] 유해(劉海)를 성 밖에서 전송했다. 비변사가 청군이 조선에 깊숙이 들어왔을 때부터 돌아갈 때까지, 조선에서는 한 명의 적도 죽이지 못했으니 기회를 보아 청군을 공격할 것을 청하였다.[39]
- 음력 3월 4일 : 자모장(自募將) 민람(閔灠)이 모라산(毛羅山)에서 복병(伏兵)을 하고 있었는데 좌위장(左衞將) 조광필(趙光弼) 등이 10여 명의 적을 사살하고 3급을 베었으며 호마(胡馬) 6필과 활·칼 등의 물건을 탈취하여 군문에 바쳤다.[40]
- 음력 3월 7일 : 장만이 청군이 해주시를 침략하였다고 보고하였고,[41] 정충신(鄭忠信) 등이 청 기마병의 침입과 퇴각을 보고하였다.[42]
- 음력 3월 9일 : 비변사가 청군이 해서(황해도)에 청군이 그대로 머물고 있으면서 약탈을 일삼고 있다고 보고하고 군사를 보내어 협공할 것을 요청했다.[43] 청군 진영에 선전관을 보내 약탈을 중지할 것을 요청한다.[44]
- 음력 3월 10일 : 약탈하는 청 군사를 공격해야 한다고 합계하였다.[45]
- 음력 3월 12일 : 청 기병 50여 기가 상원군(祥原)에 쳐들어와 사람과 가축을 죽이고 약탈하였다.[46]
- 음력 3월 13일 : 청 장수가 해주, 황주 등지에서 공격을 당했다고 글을 보내자, "귀국(청)의 유기(游騎)가 곳곳에 나다니며 노략질을 하여 남의 부모를 해치고 남의 처자를 빼앗아가므로 촌민들이 그 분함을 견디지 못하고 서로 모여 단속을 하고 제각기 원수를 갚은 것이니, 이것 역시 인정상 필연적인 것"이라며 빨리 철수하라고 답서를 보냈다.[47] 강홍립이 편지를 보내 맹서문을 가지고 심양으로 가는 낭차를 조선 병사가 대동강에서 죽이려 한다고 하였다.[48] 장만이 평산(平山)·서흥(瑞興)·봉산(鳳山)·우봉(牛峯)·신계(新溪)·수안(遂安)·재령(載寧)·해주(海州)·신천(信川)·문화(文化) 등의 읍이 혹독하게 적의 침해를 받아 온통 텅 비었다고 보고하였다.[49]

김기종이 치계하였다.

"우후 이직(李溭)이 부사 및 상토 첨사가 거느리는 군병과 함께 운산군(雲山郡)으로 나가 진을 쳤는데, 진달(眞㺚)·가달(假㺚) 4백∼5백 기와 포로인까지 모두 1천여 명이 군내에 주둔하고 있다는 말을 듣고 드디어 경상도 포수 1백여 명, 상토 군병 1백여 기와 영변 판관이 거느린 60여 명, 도합 3백여 기로 밤을 틈타 습격하여 포와 화살을 한꺼번에 쏘아대니 적진이 어둠 속에서 허둥대며 탄환과 화살을 맞으며 서로 박살하였고 잡혀간 사람과 가축이 모두 탈출하였습니다."— 김기종이 우후 이직 등의 청군 습격을 치계하다, 인조실록 15권, 인조 5년 3월 16일 계미 4번째기사

- 음력 4월 1일 : 명나라에 청과 화친하기까지의 사정을 보고하였다.[50]
- 음력 4월 10일~12일 : 인조가 강화도를 출발해 경덕궁으로 돌아왔다.[51]

## 같이 보기
- 영원성 전투
- 병자호란
- 정축하성
- 공녀